# Габријел Јуркић
Габријел Јуркић (Ливно, 1886 —  Ливно, 1974) био је босанскохерцеговачки ликовни уметник. Један је од најзначајнијих импресиониста у Босни и Херцеговини.

## Биографија
Рођен је 24. марта 1886. у Ливну.
Био је потомак угледне ливанске породице која се доселила из хрватског приморја. Габријел се родио у породичној кући као четврто дете и старији брат близанац Мирка.
Прву самосталну изложбу имао је у Сарајеву 1911. године. Изложба је касније пресељена у Загреб. Добио је рекордан број домаће ликовне критике. Преко 50 критика било је објављено у сарајевској и загребачкој штампи.
Након пола века проведених у Сарајеву, врато се у Ливно. У Ливну је отворио скромни атеље фрањевачког манастира на Горици, где је живео са супругом Штефом.
Умро је 25. маја 1974. и сахрањен је на Горичком гробљу.

## Образовање
Основну школу завршио је у Ливну. Средњу техничку школу у Сарајеву уписао је 1902. године. Школу је брзо напустио како би се посветио сликању. Био је самоуки сликар који смишљао начин како доћи до стипендије.
Приватну школу Чикоша и Црнчића похађао је 1906—1907. године где је учио сликарство. Две године учио је сликарство у вишој школи за уметнички обрт (1907-08) у Загребу, затим на Академији ликовних уметности у Бечу код Алоиса Делуге (1908-1909).Изучавао је сегмент „Студије уметности босанске историје“ од 1909-1911. код Казимира Поцварског (пољ. Kazimir Pochwalski)
Академију ликовних уметности завршио је у Сарајеву.

## Каријера

### Фазе сликарства
Прву фазу сликарства означавао је период након завршене академије. Период је испуњен романтичарским расположењем и инспирисан пејзажима. У овом периоду насликао је низ одличних портрета. Желео је да сликањем портрета проникне у душе драгих и блиских људи и на тај начин им се приближи.
Друга фаза стварлаштва представљала је заокрет према имресионизму. Сликао је ефекте светла и беле боје и том техником отварао је широк спектар боја.
Трећа фаза карактеристична је по сликању босанских пејзажа. Њима је дочаравао лепоту свог родног завичаја. Успевао је да дочара атмосферу одређеног тренутка на безвременски начин. Религиозност је уместо молитвом остваривао кроз сликање природе.

### Стваралаштво
Дужи временски период био је миљеник ликовне критике свог времена. Највећу популарност доживео је између два светска рата. Дела која је стварао сведочила су о лепоти природе. На сликама је увек је било нешто свечано, посебно и божанско. Најчешће теме радова били су мотиви из ливадског краја и портрети жена из најужег круга његове породице: мајке и супруге.
Био је истакнути мајстор пејзажа. Врло рано дошао је својеврсне технике помоћу које је насликао једно од својих најпознатијих дела - „Вила народа мога“.
Габријел Јуркић, 1956. године, нагло је постао непожељна особа у Сарајеву. Био је избачен из стана и атељеа. Окарактерисан је као политички грешник и веома брзо уклоњен са уметничке сцене.

## Радови
Међу најзначајнијим делима ликовног стваралаштва, издвајају се „Висораван у цвату“ и „Вила народа мога“. На слици Висораван у цвату приказао је лепоте Купрешке висоравни током летњих месеци.
Током живота насликао је преко 180 слика. Слике је Габријел Јуркић, 22. новембра 1963. године, завештао манастиру.
Слике су пописане и налазе се у Уметничкој галерији у Сарајеву. Ова два дела чувају се као национално благо у Уметничкој галерији Босне и Херцеговине у Сарајеву.
- „Марина“ - уље на картону (1920)
- „Две сестре на сунцу“ - уље на картону (1921)
- „Стара стабла у јесен“ - уље на лесониту
- „Обала“ - уље на картону (1921)
- „Библиски мотив“ - уље на платну (1924)
- „Моја мајка“ - уље на картону (1927)
- „Зимско вече“ - уље на платну (1953)
- „Јесен“ - уље на платну (1953)
- „На Горњем извору Жабљака“ - уље на картону (1958)
- „Пролеће“ - уље на платну (1962)
- „Стадо у хладу“ - уље на картону (1963)
- „Добри пастир у шуми“ - уље на картону (1963)
- „у лету“ - уље на платну (1965)